# رابل (گربه)
رابل(1988-2020) (انگلیسی: Rubble) گربه‌ای خانگی است که مسن‌ترین گربه زنده جهان قلمداد می‌شود. مالک آن فردی به نام مایکل فوستر از اکستر، دوون، انگلند است.